# La Roque-d’Anthéron
La Roque-d’Anthéron ist eine französische Gemeinde mit 5355 Einwohnern (Stand 1. Januar 2022) im Département Bouches-du-Rhône in der Region Provence-Alpes-Côte d’Azur.

## Geografie
Die Gemeinde liegt an der Durance, 25 Kilometer nordwestlich von Aix-en-Provence. Nachbargemeinden sind Charleval, Rognes, Lambesc und Saint-Estève-Janson.

## Geschichte
Um 200 vor Christus befand sich auf dem heutigen Gemeindegebiet offenbar ein keltisches Oppidum. 1144 kamen die ersten Zisterziensermönche, 1175 wurde der Grundstein zur Klosterkirche von Silvacane gelegt. 1514 siedelten sich siebzig Familien neu hier an, darunter viele Waldenser. Am 17. April 1545 kamen Truppen, die die ansässigen Waldenser ermordeten. Außerdem wurde der Weiler Silvacane niedergebrannt. 1554 wurde ein durch La Roque-d’Anthéron führender Kanal eröffnet, der Salon-de-Provence mit Wasser aus der Durance versorgte. Der Kanal ermöglichte außerdem den Bau einer Wassermühle. 1560 wurde in La Roque-d’Anthéron an einem bisher unbekannten Ort die erste protestantische Kirche der Region gebaut. 1598 wurde das Renaissance-Schloss des Ortes gebaut. Heute befindet sich darin ein Pflegeheim. 1777 wurde Auguste de Forbin im Schloss geboren. 1847 wurde der Canal de Marseille gegraben, der auch durch die Gemeinde führt.

## Sehenswürdigkeiten
- Abtei Silvacane
- Château de Florans aus dem 16. und 17. Jahrhundert
- Romanische Kapelle Sainte-Anne de Goiron aus dem 11. Jahrhundert
- gallisches Oppidum
- Borie du  Loup

## Bevölkerungsentwicklung
| Jahr      | 1962 | 1968 | 1975 | 1982 | 1990 | 1999 | 2008 | 2018 | 2021 |
| Einwohner | 1415 | 2282 | 2876 | 3692 | 3923 | 4446 | 5078 | 5441 | 5377 |

### Altersstruktur
29 Prozent der Bevölkerung sind 19 Jahre alt oder jünger. Sieben Prozent der Bevölkerung sind 75 Jahre alt oder älter.